# Pseudomorpha champlaini
Pseudomorpha champlaini är en skalbaggsart som beskrevs av Notman. Pseudomorpha champlaini ingår i släktet Pseudomorpha och familjen jordlöpare. Inga underarter finns listade i Catalogue of Life.